# La petición
La petición es una película española de 1976 dirigida por Pilar Miró. Este drama cuenta en su reparto con Ana Belén, Emilio Gutiérrez Caba, María Luisa Ponte, Eduardo Calvo, Manuel Sierra y Mayrata O'Wisiedo. 
Se estrenó el 22 de septiembre de 1976 en Barcelona, y en inglés se la conoce como The Request.

## Argumento
Trata de las relaciones de un par de jóvenes: la señorita de la casa y el hijo de la criada. Se conocían desde niños pero un día empiezan a verse con otros ojos.

## Premios
32.ª edición de las Medallas del Círculo de Escritores Cinematográficos
| Categoría         | Candidata  | Resultado |
| ----------------- | ---------- | --------- |
| Premio revelación | Pilar Miró | Ganadora  |

## Reparto
| Intérprete            | Personaje                     |
| --------------------- | ----------------------------- |
| Ana Belén             | Teresa                        |
| Frédéric de Pasquale  | Julián                        |
| Emilio Gutiérrez Caba | Miguel                        |
| María Luisa Ponte     | Francisca                     |
| Eduardo Calvo         | Señor Marsan                  |
| Paz Isern             | Criada                        |
| Carmen Maura          | Chica que se insinúa a Julián |
| Félix Rotaeta         |                               |
| Manuel Sierra         | Mauricio                      |
| Antonio Canal         | Mozo                          |
| Pedro del Río         | Pedro                         |
| Jaime Segura          |                               |
| Francisco Merino      | Jefe de Julián                |
| Carlota Serrano       | Teresa niña                   |
| Juan Carlos Romero    | Miguel niño                   |
| Mayrata O'Wisiedo     | Señora Marsan                 |